# Rosario Torres
Rosario Torres Ruiz (Antequera, 1959) es una política española del Partido Socialista Obrero Español, hasta 2019 fue directora general de Participación Ciudadana y Voluntariado de la Junta de Andalucía. 

## Biografía
Casada y madre de dos hijos, es diplomada en Magisterio y militante socialista desde 1983.
Fue Presidenta de los socialistas andaluces (2010-2012) y Consejera de Cultura de la Junta de Andalucía (2004-2010). Comenzó su carrera política en su ciudad natal, donde ocupó su primer cargo institucional al ser elegida concejala del Ayuntamiento de Antequera desde 1987 hasta 1996 y nuevamente desde 2011 a 2015. De 1991 a 1995 fue diputada provincial de la Diputación de Málaga. Durante los años 1996 a 2004 fue Delegada de Cultura de la Junta de Andalucía en Málaga. Desde 2004 hasta 2015 ha sido parlamentaria en el Parlamento de Andalucía por la circunscripción electoral de Málaga.
A Rosario Torres Ruiz se la relaciona con los denominados «fondos de reptiles» del caso ERE en Andalucía.